# Odd Frantzen
Odd Bernhard Frantzen (* 30. Januar 1913 in Bergen; † 2. Oktober 1977 ebenda) war ein norwegischer Fußballspieler. Er nahm an den Olympischen Spielen 1936 und an der Fußball-Weltmeisterschaft 1938 teil.

## Karriere

### Verein
Frantzen spielte für Sportsklubben Hardy aus seiner Heimatstadt Bergen. Mit diesem Verein erreichte er 1935 das Halbfinale des norwegischen Fußballpokals. 1939 scheiterte er mit seinem Klub im Halbfinale der norwegischen Meisterschaft am späteren Titelträger Fredrikstad FK.

### Nationalmannschaft
Zwischen 1936 und 1939 bestritt Frantzen 20 Länderspiele für Norwegen, in denen er fünf Tore erzielte.
Er debütierte am 7. August 1936 bei den Olympischen Spielen in Berlin beim 2:0 im Spiel gegen Deutschland in der norwegischen Nationalmannschaft. Frantzen kam auch in den folgenden Spielen des Turniers zum Einsatz, darunter beim 3:2-Sieg gegen Polen im Spiel um die Bronzemedaille.
Anlässlich der Fußball-Weltmeisterschaft 1938 in Frankreich wurde er in das norwegische Aufgebot berufen. Dort stand er in der Mannschaft, die dem späteren Weltmeister Italien im Achtelfinale knapp mit 1:2 nach Verlängerung unterlag und aus dem Turnier ausschied.

## Privatleben und Tod
Frantzen arbeitete als Hafenarbeiter, LKW-Fahrer und Bauarbeiter. 1961 musste ihm nach einem Arbeitsunfall ein Bein amputiert werden. Wegen seiner fortschreitenden Alkoholkrankheit trennte sich seine Frau 1965 von ihm.
Am 2. Oktober 1977 wurde Frantzen von einem Einbrecher, der versuchte, an Alkohol zu gelangen, zu Tode getreten. Der 25-jährige Mann und seine 24-jährige Komplizin wurden wegen Totschlags zu Gefängnisstrafen verurteilt.
2016 wurde eine Straße in seiner Geburtsstadt Bergen nach Odd Frantzen benannt.

## Erfolge
- Olympische Bronzemedaille: 1936